# Cuthona norvegica
Cuthona norvegica is een slakkensoort uit de familie van de Cuthonidae. De wetenschappelijke naam van de soort is voor het eerst geldig gepubliceerd in 1929 door Odhner.